# Dolomedes minor
Dolomedes minor este un păianjen pescar găsit în Noua Zeelandă. Femela ajunge până la 6 cm lungiem, inclusiv lungimea picioarelor. Păianjenul este de culoare maro pal, cu dungi longitudinale laterale de nuanțe mai deschise. Regiunea posterioară a prosomei, de asemenea, este marcată de o fâșie. Dorsal pe opistosomă sunt dispuse câteva puncte albe. 

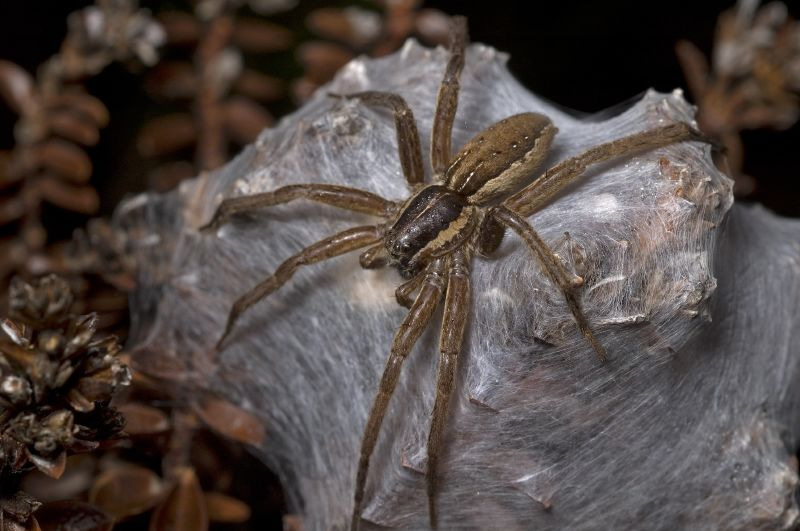
Femela păzindu-şi coconul cu ouă